# Потору
Потору (лат. Potorous) — род сумчатых семейства Кенгуровые крысы (Potoroidae).

## Виды и распространение
В составе рода выделяются 3 вида:
- Длинноногий потору (Potorous longipes)[en][3]. Встречается в восточной части австралийского штата Виктория.
- † Широкоголовый кенгуру (Potorous platyops). Вымер примерно в 1875 году. Численность популяции, вероятно, существенно сократилась ещё до прибытия в Австралию первых европейских поселенцев. Встречались в юго-западной части Западной Австралии и на острове Кенгуру.
- Трёхпалый крысиный потору (Potorous tridactylus)[en]. Встречается в юго-восточной части Квинсленда, прибрежных районах Нового Южного Уэльса, в Виктории, юго-восточной части Южной Австралии, юго-западной части Западной Австралии, островах Бассова пролива, острове Тасмания.

Потору обитают в густых зарослях кустарника, подлеске, встречаются в степи.

## Описание
Потору достаточно крупные животные. Длина тела от 243 до 415 мм, хвоста — 198-325 мм. Вес варьирует от 660 до 2200 г. Волосяной покров длинный и мягкий. Верхняя часть серого или коричневатого цвета, нижняя — сероватого или белого. Кончик хвоста у вида P. tridactylus обычно белый. Морда у вида P. tridactylus удлинённая, у P. platyops укороченная. Задние лапы короче передних.

## Образ жизни
Потору ведут наземный образ жизни. Активность приходится на ночь, хотя иногда греются ранним утром на солнце. День проводят в неглубоких норах, обычно вырытых у основания травяных кочек. Сложных нор не сооружают.

## Питание
Потору питаются наземными частями травянистых растений и корнями. Значительную долю дневного рациона вида P. tridactylus в период с мая по июнь составляют грибы (более 70 %), а также насекомые (прежде всего летом).

## Размножение
Сумка развита хорошо. У самок четыре соска. Размножаются в течение всего года. Беременность длится 38 дней. В помёте один детёныш, который остаётся при матери в сумке около 126 дней.